# Stazione di Fiumicino Porto Canale
La stazione di Fiumicino Porto Canale è stata una stazione ferroviaria situata nel comune di Fiumicino, al termine della linea per Roma.

## Storia
Lo scalo, aperto il 6 maggio 1878 assieme all'intero collegamento per Roma, era situato sulla parte terminale di una linea di raccordo tra la stazione di Fiumicino e la banchina destra del porto fluviale utilizzata esclusivamente per il traffico merci.
Nei primi decenni di attività il traffico sullo scalo fu così consistente da elevare, nel 1927, la struttura al rango di stazione. A partire dagli anni sessanta, il porto fluviale di Fiumicino e le industrie limitrofe iniziarono a ridurre la propria attività avviando contestualmente il declino del traffico merci sulla linea.
Ciò portò alla disabilitazione (settembre 1989) e di lì a poco alla chiusura (marzo 1990) della stazione e del raccordo, che rimase però armato fino al marzo 2000 (anno della definitiva dismissione degli impianti) per alcune esposizioni di materiale rotabile.